# Stephen Kelly
Stephen Michael Kelly, né le 6 septembre 1983 à Dublin, est un footballeur international irlandais. Il joue au poste d'arrière latéral droit dans plusieurs clubs anglais et est 39 fois international anglais.

## Carrière
Stephen Kelly nait à Dublin le 6 septembre 1983. Il commence le football dans un club local le Belvedere FC situé à Clontarf dans les quartiers nord de la ville. Le club a une longue tradition de formation. De nombreux internationaux ont joué dans ses équipes de jeunes comme Troy Parrott et Wes Hoolahan. Très vite Kelly se fait remarquer par les recruteurs anglais et c'est celui de Tottenham Hotspur qui emporte la mise.

### Tottenham Hotspur
Stephen Kelly, recruté par Tottenham, fait ses premiers pas dans les équipes de jeunes du club. Mais rapidement il se positionne en postulant au poste d'arrière droit de l'équipe première. Il saisit sa chance lorsque son compatriote et international Stephen Carr quitte le club, et est titularisé pour la première fois début 2003. Il enchaîne ensuite trois prêts au cours de l'année, à Southend United, Queens Park Rangers et Watford. Entre 2004 et 2006, il dispute 37 matchs avec Tottenham.

### Birmingham City
En 2006, à 22 ans, il est recruté par Birmingham City. Il signe avec le club de la capitale des Midlands le 28 juin 2006 mais les premiers contacts ont déjà près de six mois. Dès janvier 2006 Birmingham c'est mis d'accord avec Kelly, mais une pénurie d'arrières dans l'équipe londonienne met fin aux tractations. Le prix de ce transfert s'élève à 750 000 £ avec des bonus pouvant faire monter la somme jusqu'à 1,25 million de £ en fonction des résultats du club. Lors de la première saison, Kelly est titulaire sur le côté droit de la défense. Birmingham termine deuxième et est promu en première division. Lors de la deuxième saison, il se rend encore plus indispensable à l'équipe. Il est le seul joueur du groupe et de toutes les équipes de première division à jouer toutes les minutes de tous les matchs de la saison 2007-2008. Lors de sa troisième saison à Birmingham, de retour en deuxième division, Stephen Kelly joue moins à cause d'une blessure à la cuisse. En février 2009, Kelly est prêté jusqu'à la fin de la saison au Stoke City Football Club qui joue en première division. Ce prêt est un temps remis en cause car le joueur ne peut rejoindre Stoke-on-Trent à cause d'une tempête de neige.

### Fulham FC
Le 16 juin 2009, Stephen Kelly signe un contrat de trois saisons avec le Fulham Football Club. C'est le premier transfert du club de l'inter-saison. Cette première saison est un peu particulière car il joue moins de matchs de championnat que de matchs de coupe d'Europe. Lors du parcours européen qui mène Fulham à la finale de la coupe UEFA, Kelly joue dix matchs et notamment la grande victoire obtenue contre les italiens de la Juventus. Mais il n'est même pas sur la feuille de match de la finale à Hambourg. Roy Hodgson l'écarte de l'équipe au profit du Nord-Irlandais Chris Baird.

### Reading et Rotherham
Stephen Kelly s'engage au Reading Football Club le 11 janvier 2013 pour deux ans et demi. Il fait ses débuts sous ses nouvelles couleurs une semaine plus tard lors d'une victoire à l'extérieur contre Newcastle United. Il déclare « Au regard de ce qui se passe actuellement [...] venir ici est la meilleure décision que j'ai pris dans le football ». Kelly joue toutes les rencontres jusqu'à la fin de la saison. Malheureusement, Reading est relégué en Championship. Kelly marque son premier but pour Reading au cours de la saison suivante le 1er janvier 2014 contre Nottingham Forest. Mais Kelly joue peu, une quinzaine de matchs par saison. Il va au terme de son contrat pour s'engager avec le Rotherham United Football Club même si Reading lui propose alors une prolongation. Il signe un contrat d'une saison qu'il prolonge d'une saison supplémentaire. Au terme de la saison 2016-2017, Kelly quitte le club et met un terme à sa carrière de footballeur.

### Équipe d'Irlande
Stephen Kelly est international très tôt, alors qu'il évolue encore dans les équipes de jeunes. Il fait partie des équipes des moins de 16 ans avec laquelle il joue le tournoi final du Championnat d'Europe de football des moins de 16 ans 2000, des moins de 17 ans, des moins de 19 ans avec laquelle il dispute le Championnat d'Europe de football des moins de 19 ans 2002 et des moins de 20 ans avec lesquels il joue la Coupe du monde de football des moins de 20 ans 2003.
Avec la sélection irlandaise, Kelly participe à une phase finale, le Championnat d'Europe de football 2012 mais il n'entre pas sur le terrain de toute la compétition.
Stephen Kelly connait sa première sélection le 24 mai 2006 lors d'un match amical à l'Aviva Stadium à Dublin contre le Chili. C'est l'ancien international Steve Staunton qui lui offre cette première sélection. Il est titulaire au poste d'arrière droit et est remplacé par Andy Reid à la 85e minute. Le match se solde par une défaite 0-1 de l'Irlande sur son terrain, Manuel Iturra marquant le but de la victoire pour le Chili.

## Éléments statistiques
| Saison                | Club                       | Championnat           | Championnat | Championnat | Coupe(s) nationale(s) | Coupe(s) nationale(s) | C3 | C3 | République d'Irlande | République d'Irlande | Total | Total |
| Saison                | Club                       | Division              | M.          | B.          | M.                    | B.                    | M. | B. | M.                   | B.                   | M.    | B.    |
| 2002-2003             | Tottenham Hotspur          | Premier League        | -           | -           | -                     | -                     | -  | -  | -                    | -                    | 0     | 0     |
| 2002-2003             | Southend United (prêt)     | Third Division        | 10          | -           | -                     | -                     | -  | -  | -                    | -                    | 10    | 0     |
| 2002-2003             | Queens Park Rangers (prêt) | Second Division       | 7           | -           | 3                     | -                     | -  | -  | -                    | -                    | 10    | 0     |
| 2003-2003             | Tottenham Hotspur          | Premier League        | 11          | -           | -                     | -                     | -  | -  | -                    | -                    | 11    | 0     |
| 2003-2004             | Watford (prêt)             | First Division        | 7           | -           | 3                     | -                     | -  | -  | -                    | -                    | 10    | 0     |
| 2004-2005             | Tottenham Hotspur          | Premier League        | 17          | 2           | 6                     | -                     | -  | -  | -                    | -                    | 23    | 2     |
| 2005-2006             | Tottenham Hotspur          | Premier League        | 9           | -           | 1                     | -                     | -  | -  | 1                    | -                    | 11    | 0     |
| 2006-2007             | Birmingham City            | Championship          | 36          | -           | 5                     | -                     | -  | -  | 2                    | -                    | 43    | 0     |
| 2007-2008             | Birmingham City            | Premier League        | 38          | -           | 2                     | -                     | -  | -  | 5                    | -                    | 45    | 0     |
| 2008-2009             | Birmingham City            | Championship          | 5           | -           | 2                     | -                     | -  | -  | 1                    | -                    | 8     | 0     |
| 2008-2009             | Stoke City (prêt)          | Championship          | 6           | -           | -                     | -                     | -  | -  | 2                    | -                    | 8     | 0     |
| 2009-2010             | Fulham FC                  | Premier League        | 8           | -           | 4                     | -                     | 10 | -  | 4                    | -                    | 26    | 0     |
| 2010-2011             | Fulham FC                  | Premier League        | 10          | -           | 2                     | -                     | -  | -  | 6                    | -                    | 18    | 0     |
| 2011-2012             | Fulham FC                  | Premier League        | 24          | -           | 3                     | -                     | 7  | -  | 3                    | -                    | 37    | 0     |
| 2012-2013             | Fulham FC                  | Premier League        | 2           | -           | 1                     | -                     | -  | -  | 5                    | -                    | 8     | 0     |
| 2012-2013             | Reading FC                 | Premier League        | 16          | -           | 2                     | -                     | -  | -  | 5                    | -                    | 23    | 0     |
| 2013-2014             | Reading FC                 | Championship          | 15          | 1           | 1                     | -                     | -  | -  | 4                    | -                    | 20    | 1     |
| 2014-2015             | Reading FC                 | Championship          | 15          | -           | 3                     | -                     | -  | -  | -                    | -                    | 18    | 0     |
| 2015-2016             | Rotherham United           | Championship          | 15          | -           | -                     | -                     | -  | -  | -                    | -                    | 15    | 0     |
| 2016-2017             | Rotherham United           | Championship          | 20          | -           | -                     | -                     | -  | -  | -                    | -                    | 20    | 0     |
| Total sur la carrière | Total sur la carrière      | Total sur la carrière | 271         | 3           | 38                    | 0                     | 17 | 0  | 39                   | 0                    | 365   | 3     |

## Palmarès
- Fulham FC
  - Finaliste de la Ligue Europa : 2010